# Sybra postscutellaremaculata
Sybra postscutellaremaculata är en skalbaggsart som beskrevs av Stefan von Breuning 1964. Sybra postscutellaremaculata ingår i släktet Sybra och familjen långhorningar.
Artens utbredningsområde är Filippinerna. Inga underarter finns listade i Catalogue of Life.